# Södra Sunderbyn
Södra Sunderbyn is een stadje (tätort) binnen de Zweedse gemeente Luleå. Het stadje ligt inmiddels aangebouwd aan de westkant van Gammelstad langs de Lule. In Södra Sunderbyn is in de jaren 90 een nieuw streekziekenhuis gebouwd voor de behandeling van patiënten binnen de gemeenten Boden en Luleå. Het ziekenhuis is gelegen tussen de Riksväg 97 en de Ertsspoorlijn.
Uiteraard is er ook een Norra Sunderbyn, maar dat dorp is na de stichting 2 kilometer ten noordwesten van Södra, niet verder ontwikkeld en heeft minder dan 50 inwoners.

## Verkeer en vervoer
Bij de plaats loopt de Riksväg 97.
De plaats heeft een station aan de spoorlijn Luleå - Narvik (Ertsspoorlijn).
Bestuurscentrum: Luleå (Tätort)
Tätort: Alvik · Antnäs · Bälinge · Bensbyn · Bergnäset · Brändön · Ersnäs · Gammelstad · Jämtön · Kallax · Karlsvik · Klöverträsk · Måttsund · Persön · Råneå · Rutvik · Södra Sunderbyn
Småort: Ale · Ängesbyn · Avan · Björknäs en Harrviken · Björsbyn · Böle · Börjelslandet · Brännan · Bränslan · Fällträsk · Gäddvik · Hagaviken · Midbyn · Mörön · Niemisel · Norra Gäddvik · Örarna · Reveln · Smedsbyn · Södra Prästholm · Sundom · Vitå
Overig: Alhamn · Skäret · Niemiholm